# Липкино (Московская область)
Ли́пкино — деревня в Раменском муниципальном районе Московской области. Входит в состав сельского поселения Никоновское. Население — 9 чел. (2010).

## Название
В 1451 году упоминается как Липятиньское, в 1577 году — Липетино, Липятино, на карте 1774 года — Липитино, с последней четверти XIX века закрепилось название Липкино. Все названия происходят от производных форм календарного имени Ипатий.

## География
Деревня Липкино расположена в южной части Раменского района, примерно в 29 км к югу от города Раменское. Высота над уровнем моря 134 м. Рядом с деревней протекает река Северка. Ближайший населённый пункт — село Никоновское.

## История
В 1926 году деревня входила в Больше-Ивановский сельсовет Троице-Лобановской волости Бронницкого уезда Московской губернии.
С 1929 года — населённый пункт в составе Бронницкого района Коломенского округа Московской области. 3 июня 1959 года Бронницкий район был упразднён, деревня передана в Люберецкий район. С 1960 года в составе Раменского района.
До муниципальной реформы 2006 года деревня входила в состав Никоновского сельского округа Раменского района.

## Население
| 1926 | 2002 | 2010 |
| ---- | ---- | ---- |
| 212  | ↘5   | ↗9   |

В 1926 году в деревне проживало 212 человек (75 мужчин, 137 женщин), насчитывалось 46 крестьянских хозяйств. По переписи 2002 года — 5 человек (4 мужчины, 1 женщина).